# توماس فورسيث
توماس فورسيث (بالإنجليزية: Thomas Forsaith)‏
كان توماس سبنسر فورسيث (18يوليو 1814-29 نوفمبر 1898) سياسيا نيوزلنديا وتاجر قماش أوكلندي، وفقا لبعض المؤرخين، كان رئيس الوزراء الثاني للدولة على الرغم من قول عدة وجهات نظر بأنه وجيمس فيتزجيرلاند السابق له لايستحقان ذلك اللقب،.

## بداية حياته
ولد فورسيث في لندن,بريطانيا يوم 18 يوليو عام 1814 لوالدين هما صموئيل فورسيث (1776–1832) وإليزابيث فورسيث ني امبقماش الكرسون(1782–1844)،. كان أبوه تاجر تان وخردجي، ينتمي والداه إلى كنيسة طائفية،
كانت زوجة أبيه الأولى إليزابيث سميث(1771 – 23 سبتمبر1809)، وأنجبوا خمسة أطفال وهم:
- سارة سميث فورسيث(4 أغسطس1801 – 26 أبريل 1854)،صموئيل سميث فورسيث (21 يناير 1803 – 1 أبريل 1894)،جون سميث فورسيث (8 أكتوبر 1804 – 31 يوليو 1883)،سارة سميث فورسيث(4 أغسطس1801 – 26 أبريل 1854)،ماري سميث فورسيث (19 فبراير1808 – 3 يونيو 1845)،

هاجر صموئيل لمدينة نيوزلاندا ووصل مدينة أوكلاند في بداية شهر مايو عام1851 وتوفي عام 1894 في مدينة ثيماس،
بعد وفاة زوجته الأولى في سبتمبر عام 1809 ، تزوج صموئيل فورسيث إليزابيث ني امبيرسون في الرابع من أكتوبر عام 1810، وأنجبوا 9 أطفال وهم:
- إليزابيث فورسيث(10 يوليو 1811 – 2 يوليو 1841)،ثوماس فورسيث (7 ديسمبر 1812 – 16 فبراير 1813)،ثوماس سبنسر فورسيث (18 يوليو 1814 – 29 نوفمبر 1898)،حنه فورسيث (1 مارس 1816 – 2 مايو 1819)،فيب فورسيث (6 يوليو 1817 – 6 فبراير 1819)،ديفيد فورسيث (21 يونيو 1819 – 5 سبتمبر 1819)،روبرت فورسيث (11 يوليو 1820 – 23 مايو 1883)،جوسيه فورسيث (29 أبريل 1822 – 8 مايو 1883)،هيفزيباه فورسيث (24 يوليو 1824 – 21 ديسيمبر 1897)،

بعيدا عن ثوماس سبنسر فورسيث هاجرت أخته هفزيباه أيضا إلى نيوزلاندا عام 1847 إلى قرية الورا، ومكث جميع الأشقاء الاخرين في إنجلترا،
غدا ثوماس فورسيث تاجرا مبتدئا في تجارة الحرير في مدينة كرويدون ولكنه آثر الذهاب إلى البحر، سافر إلى نهر تاين على سفينة لنقل الفحم كخادم لركاب السفينة، بعد ذلك قام بثلاث رحلات لجزر الهند الغربية كضابط متدرب لدى شارلس هورسفال والشركة في مدينة هدرسفيلد (سميت بذلك بعد ولادة هورسفال)،عاد بعدها إلى منزله بمرجع جيد ولكن في تلك الأثناء مات والده وكضابط رابع أبحر على سفينة المحكوم عليه هوجلي إلى شبه جزيرة بوتاني باي عام 1834 وبعدها بسنتين أبحر مرة أخرى إلى أستراليا ولكن على سفينة غوديرتش، وصل أولا إلى نيوزيلاندا في رحلة العودة عندما حملت ساريات كوري في وادي هوكينجا،
تزوج فورسيث من إليزابيث ماري ابنة روبرت كليميتس في اليوم من السابع عشر من شهر مايو عام 1838 في الكنيسة الطائفية في شارع أولد برود في لندن، كان حفل زفافهما الأول في الكنيسة المعارضة والتي أجيزت بعد ذلك، قررا بعد ذلك الهجرة إلى نيوزيلاندا وأخذ فورسيث آلات النجارة وتجارة السلع معهما إلى جزيرة كوروماندل عام 1838[

## بداية حياته في نيوزيلاندا
أسس فورسيث نفسه كمزارع وتاجر في محافظة كيابرا، قام بشراء أرض عام 1839 على نهر واريو بالقرب من محافظة درافيليا اليوم،
وكان أول مقيم أوروبي في هذه المنطقة، وبنى طاحونة خشبية لتقطيع ساريات أشجار الكواري حيث قامت الحكومة البريطانية بشراء كل واحدة منها ب17 يورو،
قام بتصفية الأرض للقمح والماشية التي كان يجب عليه استيرادها، بحلول شهر مايو عام 1841 قام بتسييج 12 فدان من الأرض معظمها من القمح، عندما كانت عائلة فورسيث في سدني في شهر فبراير عام 18842 ، اكتشفت جمجمة مايوري في أملاكهم والذي سبب مشكلة كبيرة حيث زعم رؤساء الماريو تحريميها ومنهم تي تيراريو كوكوبا وقاموا بتفتيش المكان كما لو كان الاله أوتو، وطالب فورسيث الحاكم ويليام هوبسون بالتعويض والذي بدوره أرسل جورج كلارك وهو أحد محامي البلاد الأصليين القدماء في أستراليا للتحقيق، تم تبرئة فورسيث من أي تهمة وقام رؤساء الماريو بتوطينه بإعطاءه قطعة أرض بحجم 2500 فدانكلارك الذي تولى الحكم في شهر أبريل عام 1840 لم يقم بزيارة محافظة كابيا من قبل وأوصى بعدة وصايا لهيئة القضاة هناك، ولدت شارلوت كليميتس فورسيث في أوكلاندا في 30 من أكتوبر عام 1843 وكانت حينذاك ابنتهم الوحيدة، وعمدت المسيحية في الخامس من ديسيمبر في ذلك العام تزوجت توماس موريل ماكدونالد وقت إقامة أبيها في أوكلاندا في شارع خيبر في السابع من يناير عام 1862، وكان حفيدهم توم ماكدونالد (1898-198) عضوا في برلمان نيوزلاندا لأكثر من 20 عاما، توفي شارلوت في الثاني عشر من ديسمبر عام 1894 في مدينة انفركاجل.

## الدائرة الحكومية
عرض هوبسون على فورسيث منصب الحامي الفرعي للسكان الأصليين في أستراليا لما رأى من سعة علمه بلغتهم وعاداتهم والذي قبله فورسيث، بعد ذلك كان فورسيث يرسل التقارير إلى كلارك اللذان كانا يعملان في الدائرة الحكومية التي أنشأها هوبسون وكانا يتلقيان الأوامر بشأن المستعمرات من الوزير البريطاني، وكان مهمة الدائرة هو السهر على مصالح السكان الأصليين وتوفير الحماية لهم من جميع الجوانب الدينية والاجتماعية والفكرية، وكلفت الدائرة بمهمة أخرى والتي تعارضت مع الأولى حيث تنص معاهدة واتانجي بأن الكراون هو المشتري الوحيد لأرض الماروي ولكن كلارك حاول إقناع هوبسون بإخلاء مسؤوليته من الشراء ولكنها ظلت ضمن نطاق الحامي الفرعي..

## المصالح التجارية
فتح فورسيث متجرا للأقمشة في شارع كوين في أوكلاندا والذي مارس تلك الوظيفة من عام 1847 إلى عام 1862،
```
قام بتحرير مجلة ساوثيرن كروس لفترة وجيزة، بعدها أصبح قاضيا للصلح عام 1857 . 
```

## الحياة السياسية

### مجلس أولستر الجديد
ينص إعلان 1852 بأن مجلس أولستر الجديد والذي استمر منذ عام 1848 كان من المفترض أن يكون فيه 12 منتخبا و6 أعضاء،
طلب مجموعة من الناخبين فورسيث بأن يكون مرشحا وعقدت الانتخابات في المنطقة الشمالية في 31 من أغسطتس عام 1852 واستبعد ألان اونيل من محافظة بايزوتر وفورسيث، ولم يتم المجلس، وبحلول الوقت وصل القانون الدستوري النيوزلندي والذي أدى إلى إلغاء أولستر الجديدة ومونستر الجديدة وتكوين برلمان نيوزلندي ذو المجلسين التشريعيين والذي يتكون من الجمعية العامة والحاكم والمجلس التشريعي